# Sander
Sander è un genere di pesci ossei d'acqua dolce della famiglia Percidae.

## Distribuzione e habitat
Le specie del genere Sander sono presenti nell'emisfero boreale, sia in Eurasia che nel nord America. In Europa mancano nelle regioni più settentrionali, in quelle mediterranee e ad ovest di una linea che congiunge la Baviera alla Danimarca, dunque anche dall'Italia. Una specie (S. lucioperca) è però stata introdotta praticamente in tutte le regioni da cui era naturalmente assente ed è comune, per esempio, nei fiumi Po e Tevere. In molti corsi e specchi d'acqua in cui è stata introdotta si sono riscontrati danni alle specie di pesci autoctone.
Vivono nelle acque torbide dei grandi fiumi, soprattutto nel basso corso, e nei laghi. Possono trovarsi anche in piccoli stagni mentre evitano le forti correnti.
Una specie (S. marinus) vive solo in acqua salate o salmastre del mar Caspio e del mar Nero settentrionale.

## Descrizione
Questi pesci, pur piuttosto simili al persico reale come aspetto generale, sono complessivamente più slanciati ed agili, con bocca molto più grande armata di vistosi denti caniniformi (non in S. volgensis). Anche gli occhi sono molto più grandi. La sagoma è affusolata; la "gobba" dietro la testa così evidente nel pesce persico è appena accennata. Le pinne dorsali sono separate da un breve tratto.
La colorazione in genere non è particolarmente vivace: brunastra o verdastra con fasce verticali scure, spesso ben distinte in S. lucioperca e S. volgensis ma talvolta sfumate, come invece avviene regolarmente nelle specie nordamericane. 
Sono pesci di dimensioni sempre importanti, spesso superiori ai 50 cm. Le specie più grandi sono S. lucioperca e S. vitreus che possono superare il metro di lunghezza.

## Biologia
Questi pesci molto longevi possono vivere fino a 17 anni.

### Alimentazione
Questi pesci, dotati di un'ottima vista, sono perfettamente adattati alle caccia notturna e nelle acque torbide. In Europa predano soprattutto ciprinidi e altri percidi.

### Riproduzione
La deposizione delle uova avviene a primavera in un nido costituito da una piccola buca nel sedimento. Il maschio fa la guardia al nido finché gli avannotti non lo hanno abbandonato. I giovanili si nutrono di plancton nei primissimi stadi di vita ma diventano molto presto piscivori.

## Pesca e importanza economica
Tutti i Sander hanno carni ottime e molto apprezzate e per questo sono stati introdotti in moltissime zone e sono anche allevati in impianti di piscicoltura specializzati. Anche i pescatori sportivi li apprezzano e li catturano soprattutto con le tecniche dello spinning e del mort manié.

## Specie
Il genere comprende 5 specie:
- Sander canadensis
- Sander lucioperca
- Sander marinus
- Sander vitreus
- Sander volgensis